# Tian’an (sockenhuvudort i Kina, Hainan Sheng, lat 19,02, long 108,91)
Tian'an (kinesiska: 天安乡) är en sockenhuvudort i Kina. Den ligger i provinsen Hainan, i den södra delen av landet, omkring 190 kilometer sydväst om provinshuvudstaden Haikou. Antalet invånare är 12 137. Befolkningen består av 5 667 kvinnor och 6 470 män. Barn under 15 år utgör 22,0 %, vuxna 15-64 år 70 %, och äldre över 65 år 6,0 %.
Runt Tian'an är det ganska tätbefolkat, med 172 invånare per kvadratkilometer. Närmaste större samhälle är Donghe, 4,6 km nordost om Tian'an. I omgivningarna runt Tian'an växer i huvudsak städsegrön lövskog.
Genomsnittlig årsnederbörd är 1 491 millimeter. Den regnigaste månaden är augusti, med i genomsnitt 262 mm nederbörd, och den torraste är januari, med 11 mm nederbörd.